# Övre Valsan
Övre Valsan är en sjö i Borlänge kommun i Dalarna och ingår i Dalälvens huvudavrinningsområde. Sjön är 31,7 meter djup, har en yta på 1,37 kvadratkilometer och befinner sig 201,1 meter över havet. Sjön avvattnas av vattendraget Vallmoraån (Finnhytteån).

## Delavrinningsområde
Övre Valsan ingår i det delavrinningsområde (672208-147252) som SMHI kallar för Utloppet av Övre Valsan. Medelhöjden är 242 meter över havet och ytan är 12,61 kvadratkilometer. Räknas de 2 avrinningsområdena uppströms in blir den ackumulerade arean 33,56 kvadratkilometer. Vallmoraån (Finnhytteån) som avvattnar avrinningsområdet har biflödesordning 2, vilket innebär att vattnet flödar genom totalt 2 vattendrag innan det når havet efter 223 kilometer. Avrinningsområdet består mestadels av skog (77 procent). Avrinningsområdet har 1,79 kvadratkilometer vattenytor vilket ger det en sjöprocent på 14,2 procent.